# Torrent de Barberine
Pour les articles homonymes, voir Barberine.
Le torrent de Barberine est un torrent à la frontière entre la France et la Suisse, sous-affluent du Rhône par l'Eau Noire et le Trient.

## Géographie
La Barberine (La Barbarena en francoprovençal) est un torrent qui prend sa source en Suisse sur le territoire de la commune de Salvan. Durant la Première Guerre mondiale, le Conseil fédéral décida l'électrification du réseau des Chemins de Fer Fédéraux (CFF) et fit construire le barrage de Barberine qui noya l'alpage du même nom. À l'aval du premier barrage de Barberine se situait l'alpage d'Emosson où se jetait le Nant de Drance dans la Barberine. Dans les années cinquante, le barrage dit du Vieux-Emosson permit de retenir les eaux de la vallée du Nant de Drance et de les envoyer derrière la retenue CFF de Barberine. En 1954, la société Électricité d'Emosson SA fut fondée pour construire un troisième barrage à l'aval des deux précédents. Ce barrage, bien qu'édifié sur la Barberine, noya l'alpage et le village d'Émosson, si bien qu'il fut baptisé barrage d'Émosson. Le débit résiduel dans la Barberine, à l'aval du barrage d'Émosson, permet de marquer, le long de son cours, la frontière franco-suisse jusqu'à son confluent avec l'Eau Noire au lieu-dit l'Ilaz (ou l'Île), dépendant du village du Châtelard, lui-même situé sur la commune de Finhaut (Valais).
Sur sa rive droite (française), en aval de son cours, un hameau de la commune de Vallorcine porte le même nom, d'origine probablement préceltique (ligure ?) ; à moins qu'il ne s'agisse d'un dérivé de * barbarina, dans le sens de « petite sauvage ».
Depuis l'aval du barrage d'Émosson, le cours d'eau mesure 2,5 km et sert de frontière franco-suisse.

### Communes et cantons traversés
La Barberine prend sa source en Suisse sur la commune de Salvan dans le canton du Valais, parcourt la commune de Finhaut, puis sert de frontière d'État jusqu'au confluent avec l'Eau-Noire près du village du Châtelard.
La Barberine ne longe qu'une seule commune française, Vallorcine, dans le canton de Chamonix-Mont-Blanc, département de la Haute-Savoie.

### Bassin versant
Le Torrent de Barberine traverse une seule zone hydrographique L'eau Noire (V037) de 45 km2 de superficie.

## Affluent
Le principal affluent de la Barberine est le Nant-de-Drance dont les eaux sont retenues depuis 1954 par le barrage dit du Vieux-Emosson, propriété des Chemins de Fer Fédéraux (CFF).
Donc son rang de Strahler est de deux.

## Aménagements et écologie
Ce petit cours d'eau à l'aval des barrages est renommé pour sa (ainsi appelée) grande cascade, et sert également de parcours de canyoning.

## Sources
- Carte topographique, Swisstopo